# 齊天大聖
齊天大聖為一個中國民間信仰中的神祗，屬於大聖信仰，亦為文學創作中常見的人物，其中以孫悟空的名號最具代表性。

## 宗教信仰

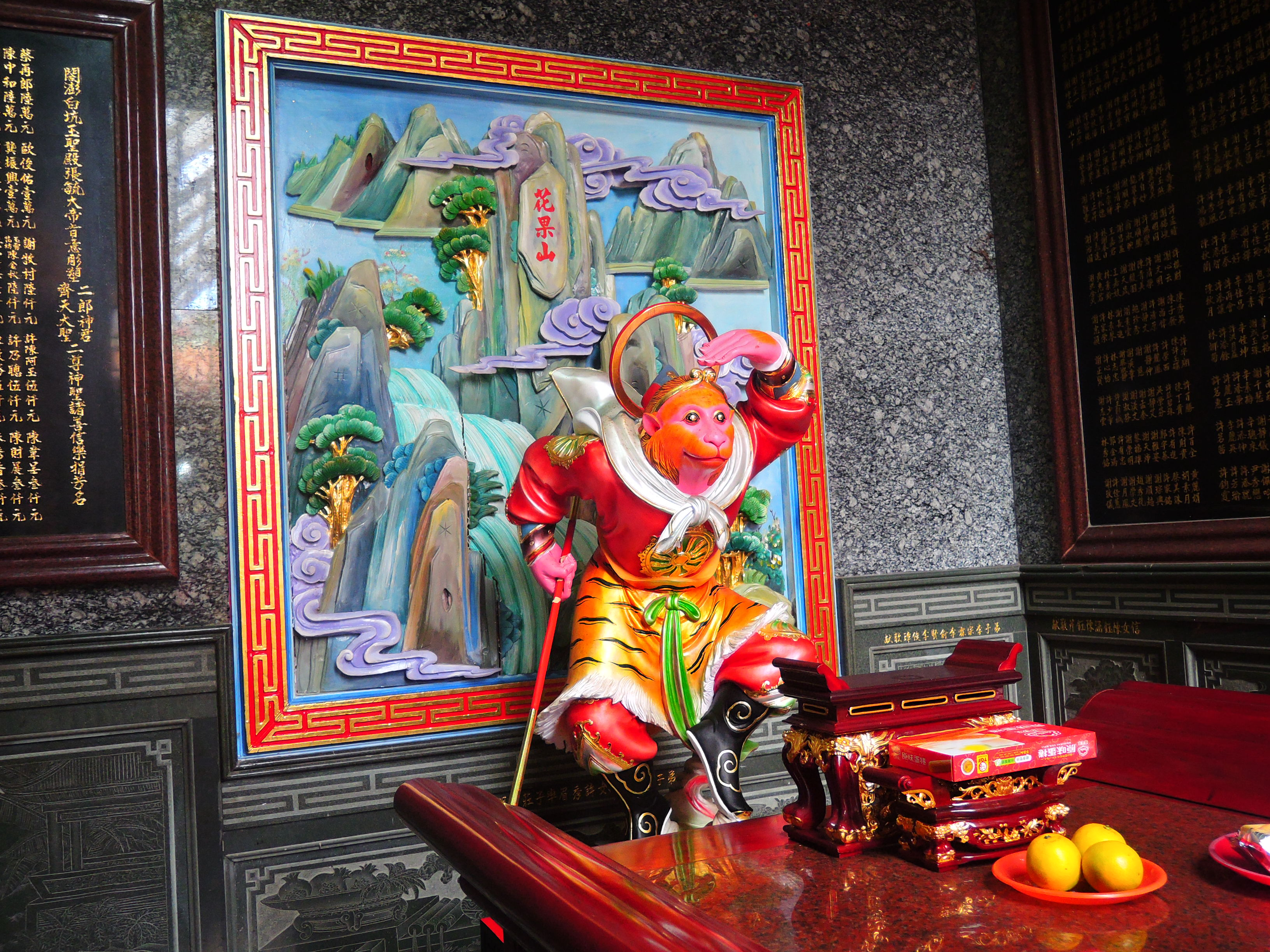
供奉廟宇內的齊天大聖像，攝於台灣澎湖縣湖西鄉的白坑玉聖殿。

在中國民間信仰中，齊天大聖是重要的神祇之一，且信眾遍及兩岸三地。福州「屏山紫竹林洞天府齊天大聖祖殿」為福建最重要的齊天大聖信仰發源地之一，另一處發源地則為順昌，當地的寶山大聖信仰（齊天大聖與通天大聖），包括了寶山的天然猴形巨石與建於山頂的齊天大聖及通天大聖墓祠
（见顺昌县文物保护单位），並備許多齊天大聖信眾視為大聖信仰的祖地。學者認為其始建年代應為元末明初，早於吳承恩《西遊記》的創作時間（明代），因此也有學者認為齊天大聖孫悟空的原型可能來自閩越原始猴神崇拜，而猴神崇拜受《西遊記》之賜，使得「齊天大聖」成為家喻戶曉的角色，遂與其他猴神信仰混淆，其後許多各地固有的猴神信仰均以「齊天大聖」為通稱（亦有保留原名者，如福州丹霞大聖信仰）。也因此，在華人社會有不少齊天大聖孫悟空的廟宇，如台灣澎湖白坑玉聖殿相傳功俸齊天大聖，據傳源自於白坑村乃有猿穴窩藏的傳說。香港九龍大聖寶廟亦是供奉孫悟空的道教宮廟。

## 文學創作
元代雜劇《二郎神鎖齊天大聖》中，齊天大聖從天界盜取了仙桃、仙丹，與天衣，而遭到了二郎神的追擊。
元代雜劇《西遊記》中，齊天大聖為孫悟空的長兄。
元代雜劇《爭玉板八仙過海》中，八仙與包含齊天大聖在內的五大聖（通天大聖、攪海大聖、翻江大聖、移山大聖）受到了白雲仙的邀請，一同來到了牡丹宴。之後在八仙與四海龍王交戰時，五大聖前去協助八仙，戰勝了龍王們。明代小說《東遊記》中，齊天大聖協助了八仙對抗四海龍王與關、溫二將。
明代《陳巡檢梅嶺失妻記》中的反派白猿精申陽公，其稱號為齊天大聖，居住於梅嶺。他有兩個兄弟，分別是通天大聖與彌天大聖，以及一個妹妹泗洲聖母。申陽公擄走許多婦女，包括了巡檢陳辛的妻子張如春。張如春被擄走三年之後，與丈夫陳辛，並告訴他齊天大聖只怕紫陽真君。陳辛於是前去尋求紫陽真君的幫助，最後真君差遣了兩名天將前去將齊天大聖押至天牢問罪，遭齊天大聖囚禁的婦女因此重獲自由，張如春也順利地與陳辛再會。
明代小說《西遊記》中，孫悟空第一次受到天界招安，並封為弼馬温。但孫悟空因嫌官小受騙受辱，於是叛離天界並回到凡間。孫悟空在獨角鬼王的建議下自封「齊天大聖」，並與另外六名妖怪結為兄弟、各自取了大聖之名號。之後大敗了巨靈神與哪吒三太子。之後孫悟空被天界第二次招安，而玉皇大帝承認了孫悟空自封的封號「齊天大聖」。
清代小說《聊齋誌異》中的短篇〈齐天大圣〉，故事中的主角・許盛至閩地經商時，因為對齊天大聖信仰出言不遜而遭致報應，生了重病，其兄甚至暴斃。許盛因此才相信齊天大聖信仰的真實性。在兄長復活且自己的病復原之後，許盛成為了齊天大聖的信眾，且每次到閩地時，必會向齊天大聖祈禱。